# 爆笑シャットアウト!
『爆笑シャットアウト!』（ばくしょうシャットアウト!）は、2014年4月6日からNHK総合テレビで不定期放送されているお笑い番組。本項では、後継番組に当たる『バナナマンの爆笑ドラゴン』についても記述する。

## 番組概要
2014年3月に終了したオンバト+の後継番組として放送される。オンバト+制作スタッフによる新しいお笑い番組となる旨が告知され、同年4月6日に第1回が放送された。
第1回放送では、当初は2014年3月29日に放送される予定で新聞等の番組表にも掲載されていたが、「NHK平成26年度予算審議～参議院総務委員会～」に変更となったため急遽4月3日に延期された。ところが4月3日の初回放送中、南米チリ沖で発生した巨大地震による津波関連ニュースのため開始25分で中断し、そのまま放送が終了。4月6日に改めて放送される形となった。
第2回放送は2014年8月9日に放送される予定であったが、台風11号関連ニュースのため8月24日に延期となった。
『爆笑シャットアウト!』としては第2回を最後に放送されていないが、代わりに2015年4月4日以降不定期的に、同じくバナナマン司会によるネタバトル番組『バナナマンの爆笑ドラゴン』が放送されている。

## 司会者
- バナナマン
- 近江友里恵（NHKアナウンサー）

## ルール・審査方法・対戦結果

### 第1回（2014年4月6日（日曜日） 1:00 - 1:49)
関西地方のみ 4月14日（月曜日） 1:40 - 2:29
出場する芸人をゴールド、シルバー、ブロンズの3つにランク分けし、ゴールドの芸人をリーダーとする2つのチームによるネタバトルによって勝敗を決める。
- ゴールド：メジャー大会[注 1]で優勝経験のある芸人（1チーム1組ずつ）
- シルバー：メジャー大会で決勝進出経験のある芸人（1チーム1組ずつ）
- ブロンズ：オーディションによって選ばれた若手芸人（1チーム4組ずつ）

リーダーを務めるゴールド芸人は、シルバー以下の芸人をドラフトによって選出しチームに加える。
会場には、前面にシャッターがついた帽子を被った一般審査員が50人いて、ネタが面白くなければ帽子のシャッターを下ろすことができる（「面白くない」ネタを見続ける義務はない）。10人以上がシャッターを下ろすとその時点でネタを強制的に途中終了（SHUT OUT）、つまり不合格となる。9人以下の場合（最後までネタをやりきれた場合）はSAFEとなり、1ポイントが加算される。
シルバー以上の芸人の対戦は1対1の対決形式で、両者のネタを披露した後に審査員が「面白い」と思った方に投票する。得票数の多い方が勝者となり、ポイント（シルバー芸人対決は2ポイント、ゴールド芸人対決は5ポイント）が加算される。全対戦を通して獲得したポイントの合計が多い方のチームが勝利。
- 赤チーム

ゴールド芸人：サンドウィッチマン
シルバー芸人：オジンオズボーン
ブロンズ芸人：ゆりやんレトリィバァ、コブラナッツ、マスオチョップ、永野
- 青チーム

ゴールド芸人：笑い飯
シルバー芸人：ジグザグジギー
ブロンズ芸人：クマムシ、じゅんいちダビッドソン、勝又、天狗
|          | 笑い飯チーム（青）     | 得点/審査結果      | サンドウィッチマンチーム（赤） | 得点/審査結果      |
| 合計得点 | 2                      | 2                  | 9                              | 9                  |
| -------- | ---------------------- | ------------------ | ------------------------------ | ------------------ |
| ゴールド | 笑い飯                 | 0/（11票）         | サンドウィッチマン             | 5/（39票）         |
| シルバー | ジグザグジギー         | 0/（17票）         | オジンオズボーン               | 2/（32票）         |
| ブロンズ | クマムシ               | 0/SHUT OUT（10人） | ゆりやんレトリィバァ           | 1/SAFE（5人）      |
| ブロンズ | じゅんいちダビッドソン | 1/SAFE（4人）      | コブラナッツ                   | 1/SAFE（8人）      |
| ブロンズ | 勝又                   | 0/SHUT OUT（19人） | マスオチョップ                 | 0/SHUT OUT（19人） |
| ブロンズ | 天狗                   | 1/SAFE（6人）      | 永野                           | 0/SHUT OUT（11人） |

サンドウィッチマンチームの勝利。

### 第2回（2014年8月24日（日曜日） 0:05 - 0:55)
出場する芸人は2チームに分かれ、それぞれキャプテン（1チーム1組ずつ）とチャレンジャー（1チーム4組ずつ）から成る。キャプテンは事前に各自のネタを見た上で、チャレンジャーの芸人をドラフトによって選出しチームに加える。
50人の一般審査員が前面にシャッターがついた帽子を被り、ネタが面白くないと判断した時点で帽子のシャッターを下ろすことと、10人以上がシャットアウトするとネタを強制的に途中終了されることは前回と同じ。
キャプテンのネタは対決形式ではなくなり、強制終了がない代わりにシャッターを下ろす審査員の数も無制限（最大50）になる。
勝敗の判定はポイント制からシャットアウト数の合計となり、全対戦を通じてシャットアウト数の合計が少ない方のチームが勝利。勝利チームの芸人には、NHKラジオ第1放送で2014年8月30日に放送される「サンドウィッチマンの天使のつくり笑い」への出演権（スケジュールが空いていた場合）が贈られる。
- 赤チーム

キャプテン：鬼ヶ島
チャレンジャー：阿佐ヶ谷姉妹、デニス、ピスタチオ、THE GEESE
- 青チーム

キャプテン：Hi-Hi
チャレンジャー：トレンディエンジェル、あばれる君、うしろシティ、すっぽん大学
|                      | Hi-Hiチーム（青）    | シャットアウト数 | 鬼ヶ島チーム（赤） | シャットアウト数 |
| 合計シャットアウト数 | 40                   | 40               | 27                 | 27               |
| -------------------- | -------------------- | ---------------- | ------------------ | ---------------- |
| キャプテン           | Hi-Hi                | 15               | 鬼ヶ島             | 5                |
| チャレンジャー       | トレンディエンジェル | 0                | 阿佐ヶ谷姉妹       | 10（強制終了）   |
| チャレンジャー       | あばれる君           | 10（強制終了）   | デニス             | 3                |
| チャレンジャー       | うしろシティ         | 5                | ピスタチオ         | 9                |
| チャレンジャー       | すっぽん大学         | 10（強制終了）   | THE GEESE          | 0                |

鬼ヶ島チームの勝利。

## バナナマンの爆笑ドラゴン
タイトルの「ドラゴン」は「ドラフト&ゴング」の意味。『爆笑シャットアウト!』に引き続きバナナマンが司会を務め、第1回〜第5回まではそれまでのNHKアナウンサーに替わりフリーアナウンサーの伊藤綾子がMCに加わるが、第6回より再びNHKアナウンサーがアシスタントとなる。第2回以降はタイトルに「○の陣」といったサブタイトルが付加され、また第8回以降はNHKのスタジオ外での公開収録が始まっている（詳細は下記参照。特記がない場合はNHKふれあいホールでの収録である）。
芸人たちが2チームに分かれてネタバトルを展開、両チーム1組ずつによる対戦形式で、対戦ごとの観客100名の投票によって勝敗が決められ、3勝以上を上げたチームの勝利となる。各カードは「ゴング」という単位で表現され、「1stゴング」「2ndゴング」「3rdゴング」（下記の表の下から順）と称されておりキャプテン対決は「ラストゴング」という。投票結果はまず2ndゴングの後に1回目の発表が行われ、その後全ゴングの終了後に最終結果とチームの勝敗が発表される。『爆笑シャットアウト!』同様にキャプテン自ら事前に各自のネタを見た上でチームメンバーを選出するほか（第6回以降は両チームの選出コンセプトが明示されるようになった）、全ゴング中1〜2カードは両チームから「普段テレビでは見かけないが、将来有望な若手芸人」を紹介する「竜の隠し玉」というコーナーとなっている。「竜の隠し玉」の芸人は、番組がリサーチした総勢230組から両チームのキャプテンが2組ずつ（第4〜9回は1組ずつ）選抜している。このコーナーは2ndゴングの後に行われ、投票は第1〜3回では2組まとめて行われる。

### 第1回（2015年4月4日 22:00 - 22:50）
- 赤チーム（コントチーム）

キャプテン：バイきんぐ
メンバー：シソンヌ、バンビーノ、アイロンヘッド
竜の隠し玉：さくらエビ、マッハスピード豪速球
- 青チーム（漫才チーム）

キャプテン：中川家
メンバー：COWCOW、トレンディエンジェル、新宿カウボーイ
竜の隠し玉：ゆんぼだんぷ、ソフトアタッチメント
|                | 漫才チーム                         | 勝敗 | コントチーム                     | 勝敗 |
| -------------- | ---------------------------------- | ---- | -------------------------------- | ---- |
| キャプテン     | 中川家                             | ○    | バイきんぐ                       | ●    |
| 竜の隠し玉     | ゆんぼだんぷ、ソフトアタッチメント | ○    | さくらエビ、マッハスピード豪速球 | ●    |
| チャレンジャー | 新宿カウボーイ                     | ○    | アイロンヘッド                   | ●    |
| チャレンジャー | COWCOW                             | ●    | バンビーノ                       | ○    |
| チャレンジャー | トレンディエンジェル               | ○    | シソンヌ                         | ●    |

漫才チームの勝利。

### 第2回・コント軍団の逆襲（2015年9月5日 22:00 - 22:50）
- 赤チーム（コントチーム）

キャプテン：東京03
メンバー：ジャングルポケット、ニューヨーク、キングオブコメディ
竜の隠し玉：アナクロニスティック、シューマッハ
- 青チーム（漫才チーム）

キャプテン：中川家
メンバー：ナイツ、オジンオズボーン、天竺鼠
竜の隠し玉：笑撃戦隊、ゆんぼだんぷ
|                | 漫才チーム             | 勝敗 | コントチーム                       | 勝敗 |
| -------------- | ---------------------- | ---- | ---------------------------------- | ---- |
| キャプテン     | 中川家                 | ●    | 東京03                             | ○    |
| 竜の隠し玉     | 笑撃戦隊、ゆんぼだんぷ | ●    | アナクロニスティック、シューマッハ | ○    |
| チャレンジャー | 天竺鼠                 | ○    | キングオブコメディ                 | ●    |
| チャレンジャー | オジンオズボーン       | ○    | ニューヨーク                       | ●    |
| チャレンジャー | ナイツ                 | ●    | ジャングルポケット                 | ○    |

コントチームの勝利。

### 第3回・秋の陣（2016年9月24日 23:00 - 23:50）
- 赤チーム（コントチーム）

キャプテン：アンガールズ
メンバー：シソンヌ、さらば青春の光、マツモトクラブ
竜の隠し玉：すゑひろがりず、サツマカワRPG
- 青チーム（漫才チーム）

キャプテン：スピードワゴン
メンバー：とろサーモン、尼神インター、大自然
竜の隠し玉：Aマッソ、全力じじぃ
|                | 漫才チーム          | 勝敗 | コントチーム                  | 勝敗 |
| -------------- | ------------------- | ---- | ----------------------------- | ---- |
| キャプテン     | スピードワゴン      | ●    | アンガールズ                  | ○    |
| 竜の隠し玉     | Aマッソ、全力じじぃ | ○    | すゑひろがりず、サツマカワRPG | ●    |
| チャレンジャー | 尼神インター        | ○    | マツモトクラブ                | ●    |
| チャレンジャー | 大自然              | ○    | さらば青春の光                | ●    |
| チャレンジャー | とろサーモン        | ●    | シソンヌ                      | ○    |

漫才チームの勝利。

### 第4回・冬の陣（2016年12月25日 23:00 - 23:50）
- 赤チーム（コントチーム）

キャプテン：ロバート
メンバー：ライス、マスオチョップ、チョコレートプラネット
竜の隠し玉：シティホテル3号室
- 青チーム（漫才チーム）

キャプテン：サンドウィッチマン
メンバー：三四郎、カミナリ、相席スタート
竜の隠し玉：ORIE
|                | 漫才チーム         | 勝敗 | コントチーム           | 勝敗 |
| -------------- | ------------------ | ---- | ---------------------- | ---- |
| キャプテン     | サンドウィッチマン | ○    | ロバート               | ●    |
| 竜の隠し玉     | ORIE               | ○    | シティホテル3号室      | ●    |
| チャレンジャー | 相席スタート       | ●    | チョコレートプラネット | ○    |
| チャレンジャー | カミナリ           | ○    | マスオチョップ         | ●    |
| チャレンジャー | 三四郎             | ●    | ライス                 | ○    |

漫才チームの勝利。

### 第5回・春の陣（2017年3月31日 22:00 - 22:50）
- 赤チーム（コントチーム）

キャプテン：バイきんぐ
メンバー：インパルス、だーりんず、ニューヨーク
竜の隠し玉：オダウエダ
- 青チーム（漫才チーム）

キャプテン：トレンディエンジェル
メンバー：ハマカーン、インディアンス、海原はるか・かなた
竜の隠し玉：ジャイアントジャイアン
|                | 漫才チーム             | 勝敗 | コントチーム | 勝敗 |
| -------------- | ---------------------- | ---- | ------------ | ---- |
| キャプテン     | トレンディエンジェル   | ●    | バイきんぐ   | ○    |
| 竜の隠し玉     | ジャイアントジャイアン | ○    | オダウエダ   | ●    |
| チャレンジャー | ハマカーン             | ○    | インパルス   | ●    |
| チャレンジャー | インディアンス         | ○    | だーりんず   | ●    |
| チャレンジャー | 海原はるか・かなた     | ●    | ニューヨーク | ○    |

漫才チームの勝利。

### 第6回・五月場所（2017年5月3日 22:00 - 22:50）
- 赤チーム（コントチーム　テーマ：全員4番打者）

キャプテン：ロッチ
メンバー：ザブングル、天竺鼠、2700
竜の隠し玉：ジェラードン
- 青チーム（漫才チーム　テーマ：漫才協会の未来）

キャプテン：ナイツ
メンバー：三四郎、新宿カウボーイ、母心
竜の隠し玉：きつね
|                | 漫才チーム     | 勝敗 | コントチーム | 勝敗 |
| -------------- | -------------- | ---- | ------------ | ---- |
| キャプテン     | ナイツ         | ○    | ロッチ       | ●    |
| 竜の隠し玉     | きつね         | ○    | ジェラードン | ●    |
| チャレンジャー | 三四郎         | ●    | 天竺鼠       | ○    |
| チャレンジャー | 母心           | ●    | ザブングル   | ○    |
| チャレンジャー | 新宿カウボーイ | ●    | 2700         | ○    |

コントチームの勝利。

### 第7回・八月場所（2017年8月10日 22:00 - 22:50）
- 赤チーム（コントチーム　テーマ：役者バカコント）

キャプテン：ジャングルポケット
メンバー：チョコレートプラネット、ヒガシ逢ウサカ、ラバーガール
竜の隠し玉：イブンカ
- 青チーム（漫才チーム　テーマ：外道なヤ〜ツら）

キャプテン：ハライチ
メンバー：相席スタート、ピスタチオ、モンスターエンジン
竜の隠し玉：おとぎばなし
|                | 漫才チーム         | 勝敗 | コントチーム           | 勝敗 |
| -------------- | ------------------ | ---- | ---------------------- | ---- |
| キャプテン     | ハライチ           | ○    | ジャングルポケット     | ●    |
| 竜の隠し玉     | おとぎばなし       | ○    | イブンカ               | ●    |
| チャレンジャー | モンスターエンジン | ●    | チョコレートプラネット | ○    |
| チャレンジャー | ピスタチオ         | ●    | ヒガシ逢ウサカ         | ○    |
| チャレンジャー | 相席スタート       | ●    | ラバーガール           | ○    |

コントチームの勝利。

### 第8回・12月場所（2017年12月30日 22:00 - 22:50）
収録場所：船橋市民文化ホール
- 赤チーム（コントチーム　テーマ：今、日の目をみる時）

キャプテン：コロコロチキチキペッパーズ
メンバー：インポッシブル、さらば青春の光、ななまがり
竜の隠し玉：男性ブランコ
- 青チーム（漫才チーム　テーマ：愛にじみ出ちゃうコンビ）

キャプテン：スピードワゴン
メンバー：囲碁将棋、なすなかにし、POISON GIRL BAND
竜の隠し玉：まんぷくフーフー
|                | 漫才チーム       | 勝敗 | コントチーム               | 勝敗 |
| -------------- | ---------------- | ---- | -------------------------- | ---- |
| キャプテン     | スピードワゴン   | ○    | コロコロチキチキペッパーズ | ●    |
| 竜の隠し玉     | まんぷくフーフー | ○    | 男性ブランコ               | ●    |
| チャレンジャー | POISON GIRL BAND | ●    | インポッシブル             | ○    |
| チャレンジャー | 囲碁将棋         | ●    | ななまがり                 | ○    |
| チャレンジャー | なすなかにし     | ●    | さらば青春の光             | ○    |

コントチームの勝利。

### 第9回・3月高松場所（2018年3月20日 22:00 - 22:50）
収録場所：サンポートホール高松
- 赤チーム（コントチーム　テーマ：我々に気付け!）

キャプテン：ロッチ
メンバー：佐久間一行、しずる、ハナコ
竜の隠し玉：キズナ
- 青チーム（漫才チーム　テーマ：「天然」の力）

キャプテン：麒麟
メンバー：霜降り明星、スリムクラブ、東京ホテイソン
竜の隠し玉：いい塩梅
|                | 漫才チーム     | 勝敗 | コントチーム | 勝敗 |
| -------------- | -------------- | ---- | ------------ | ---- |
| キャプテン     | 麒麟           | ○    | ロッチ       | ●    |
| 竜の隠し玉     | いい塩梅       | ○    | キズナ       | ●    |
| チャレンジャー | スリムクラブ   | ○    | しずる       | ●    |
| チャレンジャー | 東京ホテイソン | ●    | ハナコ       | ○    |
| チャレンジャー | 霜降り明星     | ●    | 佐久間一行   | ○    |

漫才チームの勝利。

### 第10回・11月場所（2018年11月5日 23:55 - 24:40）
当初は「9月場所」として9月24日の22:00 - 22:45に放送する予定となっていたが、諸事情により放送中止・延期となり（同日は放送枠を（ - 22:48）に変更して『ヒロイン誕生! 大坂なおみ 全米優勝の軌跡』を放送）、結局1か月以上遅れる形での放送となった。
- 赤チーム（コントチーム　テーマ：顔）

キャプテン：シソンヌ
メンバー：ハナコ、ジャルジャル
竜の隠し玉：ゾフィー、かが屋
- 青チーム（漫才チーム　テーマ：未来のキング）

キャプテン：とろサーモン
メンバー：磁石、からし蓮根
竜の隠し玉：コウテイ、ベルサイユ
|                | 漫才チーム   | 勝敗 | コントチーム | 勝敗 |
| -------------- | ------------ | ---- | ------------ | ---- |
| キャプテン     | とろサーモン | ●    | シソンヌ     | ○    |
| 竜の隠し玉     | ベルサイユ   | ●    | かが屋       | ○    |
| 竜の隠し玉     | コウテイ     | ○    | ゾフィー     | ●    |
| チャレンジャー | からし蓮根   | ○    | ジャルジャル | ●    |
| チャレンジャー | 磁石         | ○    | ハナコ       | ●    |

漫才チームの勝利。

### 第11回・正月場所（2019年1月4日 22:45 - 23:30）
- 赤チーム（コントチーム　テーマ：そこやる?）

キャプテン：アンガールズ
メンバー：チョップリン、ハナコ
竜の隠し玉：ダニエルズ、天才ピアニスト
- 青チーム（漫才チーム　テーマ：もう平日）

キャプテン：品川庄司
メンバー：阿佐ヶ谷姉妹、ダンビラムーチョ
竜の隠し玉：メンバー、LOVE
|                | 漫才チーム       | 勝敗 | コントチーム   | 勝敗 |
| -------------- | ---------------- | ---- | -------------- | ---- |
| キャプテン     | 品川庄司         | ●    | アンガールズ   | ○    |
| 竜の隠し玉     | メンバー         | ○    | ダニエルズ     | ●    |
| 竜の隠し玉     | LOVE             | ●    | 天才ピアニスト | ○    |
| チャレンジャー | 阿佐ヶ谷姉妹     | ○    | チョップリン   | ●    |
| チャレンジャー | ダンビラムーチョ | ○    | ハナコ         | ●    |

漫才チームの勝利。